# Mbielu-mbielu-mbielu
 (juillet 2023).

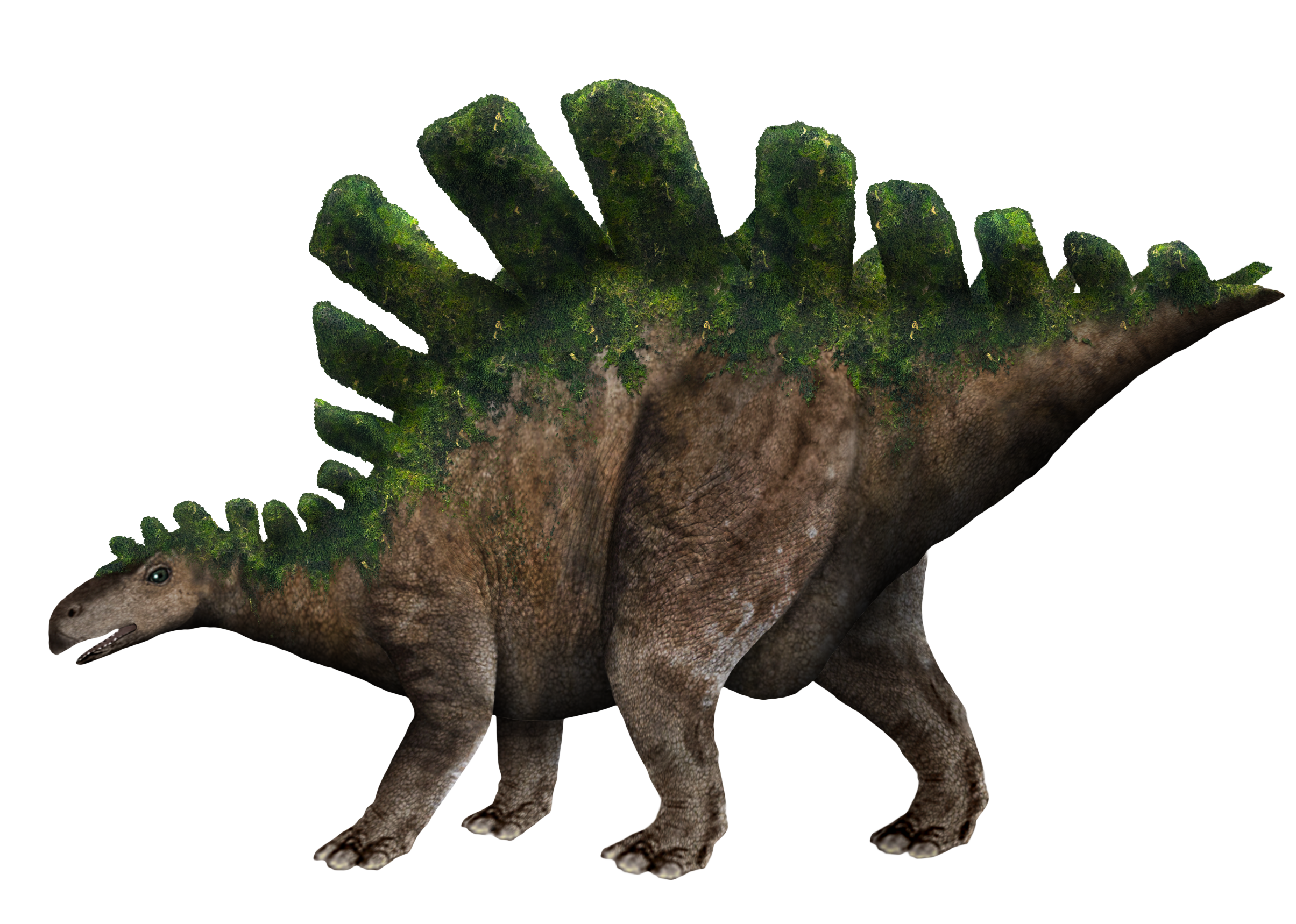
Vue d'artiste d'un Mbielu-mbielu-mbielu en stégosaure.

Le mbielu-mbielu-mbielu est un animal légendaire qui vivrait dans les marais du Likwala, au nord de la République du Congo.

## Premier rapport
En 1979 et 1981, le docteur Roy Mackal, biologiste à l'université de Chicago, effectue deux expéditions dans le bassin du Congo à la recherche du Mokele-mbembe (un présumé animal qui vivrait dans cette région). En visitant les villages d'Ebolo et de Bounila, il entend parler d'un animal appelé mbielu-mbielu-mbielu. Cependant, il ne parvient pas à recueillir d'informations précises, cet animal étant peu connu des natifs.

## Aspect général
D'après Roy Mackal, les pygmées étaient incapables de décrire le mbielu-mbielu-mbielu, qui serait de mœurs amphibies ; la majeure partie de son corps étant alors submergée, les témoins seraient dans l'incapacité de se faire une idée précise de son aspect. En baka et lingala, mbielu-mbielu-mbielu signifie « caparaçonné » ou à « plaques ». Par ailleurs, les pygmées sont également certains que l'animal est herbivore.

## Hypothèses
Si le mbielu-mbielu-mbielu est un « animal amphibie à plaques sur le dos », ce pourrait être un crocodile, mais les crocodiles sont carnivores, alors que le mbielu-mbielu-mbielu est décrit comme herbivore. Pour les cryptozoologues non-Africains, il pourrait s'agir d'un stégosaure de petite taille, dans le genre d'un Kentrosaurus. Si l'existence des pangolins et des tortues, animaux « caparaçonnés » et à « plaques » est démontrée, alors qu'aucune preuve concrète de l'existence d'un Kentrosaurus n'a été découverte : la légende du mbielu-mbielu-mbielu reste un mythe.